# Agnyphantes
Agnyphantes Hull, 1932 è un genere di ragni appartenente alla famiglia Linyphiidae.

## Distribuzione
Le due specie oggi note di questo genere sono state rinvenute nella regione paleartica e in Canada.

## Tassonomia
Questo genere è stato rimosso dalla sinonimia con Lepthyphantes Menge, 1866 a seguito di un lavoro degli aracnologi Saaristo & Tanasevitch (1996b); le informazioni diagnostiche di questa rimozione sono in un successivo lavoro del 2000.
Dal 2004 non sono stati esaminati esemplari di questo genere.
A dicembre 2012, si compone di due specie:
- Agnyphantes arboreus (Emerton, 1915) — Canada
- Agnyphantes expunctus (O. P.-Cambridge, 1875)[3] — Regione paleartica